# Del cinema estereoscópico a la realidad virtual

## El Cinema Estereoscópico o 3D
El cine estereoscópico o 3D utiliza la técnica de la estereoscopía para recoger información tridimensional y proyectar en las salas de cine de todo el mundo imágenes que simulan la percepción tridimensional del ser humano. Aunque se habían realizado proyecciones 3D a lo largo del siglo XX, el cine 3D no se popularizó internacionalmente de manera masiva hasta el siglo XXI, concretamente, en el año 2006 con la introducción del cine Digital 3D.

### Funcionamiento
Desde los inicios del cine se ha sabido que el ojo humano percibe imágenes en tres dimensiones gracias a la sumación de las imágenes del ojo izquierdo con las del ojo derecho. Este proceso se denomina visión binocular, puesto que, cómo cuando miramos a partir de unos prismáticos, cada retina recibe una imagen diferente que después es enviada al cerebro, de manera invertida, para ser ordenada y acabar creando la imagen final tridimensional que veremos. Por lo tanto, en el cine estereoscópico se procura recrear este proceso. Las películas se graban con cámaras con dos objetivos, preparadas para captar dos imágenes a la vez. El proyector del cine reproduce las imágenes de los ojos izquierdo y derecho a 144 imágenes por segundo de manera intercalada. Simultáneamente, las gafas polarizadas captan estas imágenes, con puntos de vista diferentes, y las ordenan, enviándolas al ojo derecho o izquierdo según convenga. Para acabar, el cerebro percibe profundidad gracias a la fusión de estas imágenes.

### Historia[3]
Puede parecer que el cine 3D sea un invento muy actual, pero esto no es cierto.
El 1890 William Freese-Greene patentó el primer sistema de cine en tres dimensiones. Diez años más tarde, Frederick Eugene Ives creó la cámara de dos lentes. El 27 de septiembre de 1922 se proyectó la primera película en 3D a las salas comerciales de Los Ángeles. Aun así, la primera proyección se produjo el 1915 en el Teatro Astor de Nueva York. Se trataba de tres cortometrajes de escenas rurales en Estados Unidos.
La llegada del color y la televisión en los años 50, impulsó el cine 3D con la primera película 3D en color, Dwana Devil. Aquí es donde nacieron las clásicas gafas 3D de color azul y rojo. No obstante, no fue hasta los años 70 que se popularizó este formato con los sistemas 3D avanzado, cómo el Space-Vision 3D. En los años 80, el cine 3D volvió a crecer gracias a los cines IMAX, que proyectaron la película The Polar Express.
En el 2006 se produjo otro "boom" de cine 3D gracias a la creación del Digital 3D y, también, en el 2009 con la película Avatar, la primera en reproducir imágenes reales en 3D. Este formato permitió que la mayoría de salas de cine locales reprodujeran películas en tres dimensiones. Además, se hicieron grandes campañas publicitarías fomentando el cine 3D. Durante aquella época muchas de las películas de taquilla se podían ver en tres dimensiones en la gran mayoría de cines.

## Evolución
Después del éxito del cine 3D en el 2006, las compañías popularizaron otras maneras de proyectar películas. Por desgracia, estas nuevas formas no fueron tan populares cómo su predecesora, puesto que no eran tan accesibles. Las salas de cine normales no tenían los equipamientos necesarios para proyectar las películas en 4D y 5D, así que se tuvieron que crear salas especializadas que solo se encontraban en las grandes ciudades o en parques de atracciones. No obstante, el público lo recibió positivamente y esto creó cierta expectativa que, años más tarde, ayudaría con la popularización de la realidad virtual que se encontraba en desarrollo y que, anteriormente, se había intentado comercializar sin éxito.

### Cine 4D y 5D[4]
El cine 4D añade al cine estereoscópico el sistema de asiento dinámico, es decir, un simulador de movimiento de las películas. Gracias a este simulador de movimiento los espectadores siguen los movimientos de la película cómo si  estuvieran dentro en primera persona. El cine 5D perfecciona este formato, añadiendo efectos ambientales como aire, agua, vibraciones, etc. Cada dimensión que se añade se acerca más al concepto de realidad virtual. Parece cómo si la industria cinematográfica nos estuviera preparando por el que tenía que venir el 2015. Después de varios fracasos en la popularización de la realidad virtual en 90, parece cómo si la industria estuviera creando anticipación para, por fin, conseguir el éxito comercial de la realidad virtual.
Estos formatos de proyección cinematográfica transforman al espectador en el protagonista de la película y, con el 7D, donde se incorpora el sistema interactivo, lo hacen partícipe en la historia, unificando de alguna manera el mundo cinematográfico con el videojuego y rompiendo la barrera entre pantalla y espectador.

## Realidad Virtual
La realidad virtual o 9DRV es una experiencia que simula la realidad a través de un dispositivo inteligente. El usuario puede interactuar y explorar con el entorno virtual.

### Historia
El 1935, en el relato "Pygmalion's Spectacles" de Stanley G. Weinbaum se empieza a hablar del concepto de realidad virtual basado en unas gafas de experiencias ficticias, incluyendo el olfato y el tacto.
El 1961, se construyó el primer casco de realidad virtual. Corneau y Bryan desarrollaron un aparato que funcionaba con un sistema de sensores magnéticos que permitían libertad de perspectiva y una experiencia sensorial inmersiva. Un año más tarde, sacaron el Sensorama, donde se introducían olores en la experiencia tridimensional.
Durante las décadas de los 70 y 80 esta tecnología mejoró. También la NASA diseñó múltiples dispositivos de realidad virtual que se usan para entrenar los astronautas. Estos sistemas también se utilizan en la educación y formación militar.
Durante los años 90 se realizaron varios intentos de comercialización de VR pero ninguno de estos tuvo éxito. El 1991 Siega anunció el casco Siega VR para máquinas recreativas. Aquel mismo año se lanzó otro casco, el Virtuality, que incorporaba el multijugador. Aun así, la distribución de estos aparatos fue complicada debido a su gran coste: un set de cascos y guantes podía llegar a costar 73.000 $. El 1994, se lanzó al mercado lo Siega VR-1 y el QuickTime VR de Apple y, el 1995, Nintendo lanza Virtual Boy. Durante el resto de los 90 y a principios de los 2000 se hicieron más intentos para comercializar esta tecnología, pero todos fracasaron.
Entre 2006 y 2009, se empezó a popularizar el cine 3D que, más tarde, impulsaría el cine 4D y 5D haciendo la línea entre el espectador y la pantalla cada vez más fina. Esta estrategia, intencionada o no, creó cierta expectativa alrededor de la realidad virtual al ir introduciendo progresivamente elementos de este sistema al público general.
El 2014, se empiezan a anunciar cascos VR. Facebook, Sony y Samsung son algunas de las 230 empresas que empiezan a desarrollar productos relacionados con la realidad virtual. El 27 de noviembre del 2015, Samsung anuncia las gafas Gear VR, que regalará con la reserva de su nuevo dispositivo Samsung Galaxy S6.

### Realidad virtual en el Cine
Después de popularizar el 4D y el 5D y después de la comercialización de gafas y cascos de realidad virtual, había llegado el momento de romper completamente la barrera entre pantalla y espectador en el cine. El marzo de 2017, se inauguró la primera sala de cine VR a Ámsterdam. La sala tiene una serie de sillas giratorias y, en vez de una pantalla de cine, unas gafas de realidad virtual Gear de Samsung y unos auriculares en todos los asientos. La entrada cuesta 12, 50€. La empresa IMAX, pionera en el cine estereoscópico, inauguró un espacio con 14 salas en Los Ángeles. En Tokio también se abrió una sala y, en España, la primera llegó el 2018 en Madrid.